# Desperados (bière)
Pour les articles homonymes, voir Desperados.
Desperados est une marque de bière aromatisée d'origine alsacienne appartenant aujourd'hui au groupe Heineken et produite en Belgique par la brasserie Alken-Maes.
La Desperados a été lancée en 1995 par la brasserie Fischer installée à Schiltigheim dans le Bas-Rhin, sous l'impulsion du maître brasseur Fritz Röhrl,. La brasserie Fischer est rachetée par le groupe Heineken en 1996 et fermée fin 2009.
Les bières Desperados sont désormais produites par la brasserie de l'Espérance, également installée à Schiltigheim, par la brasserie du Pélican de Mons-en-Barœul dans le Nord et par la brasserie de la Valentine de Marseille dans les Bouches-du-Rhône.
Début 2024, les bières Desperados aromatisées à la tequila changent de recette. La tequila  est alors remplacée par l'aguardiente. Cela met définitivement fin à un litige entamé en 2017 par le CRT (Consejo Regulador del Tequila) autour de l'interdiction d'afficher la mention Tequila sur un produit qui en contient moins de 25%,,.

## Les bières aromatisées

### Desperados

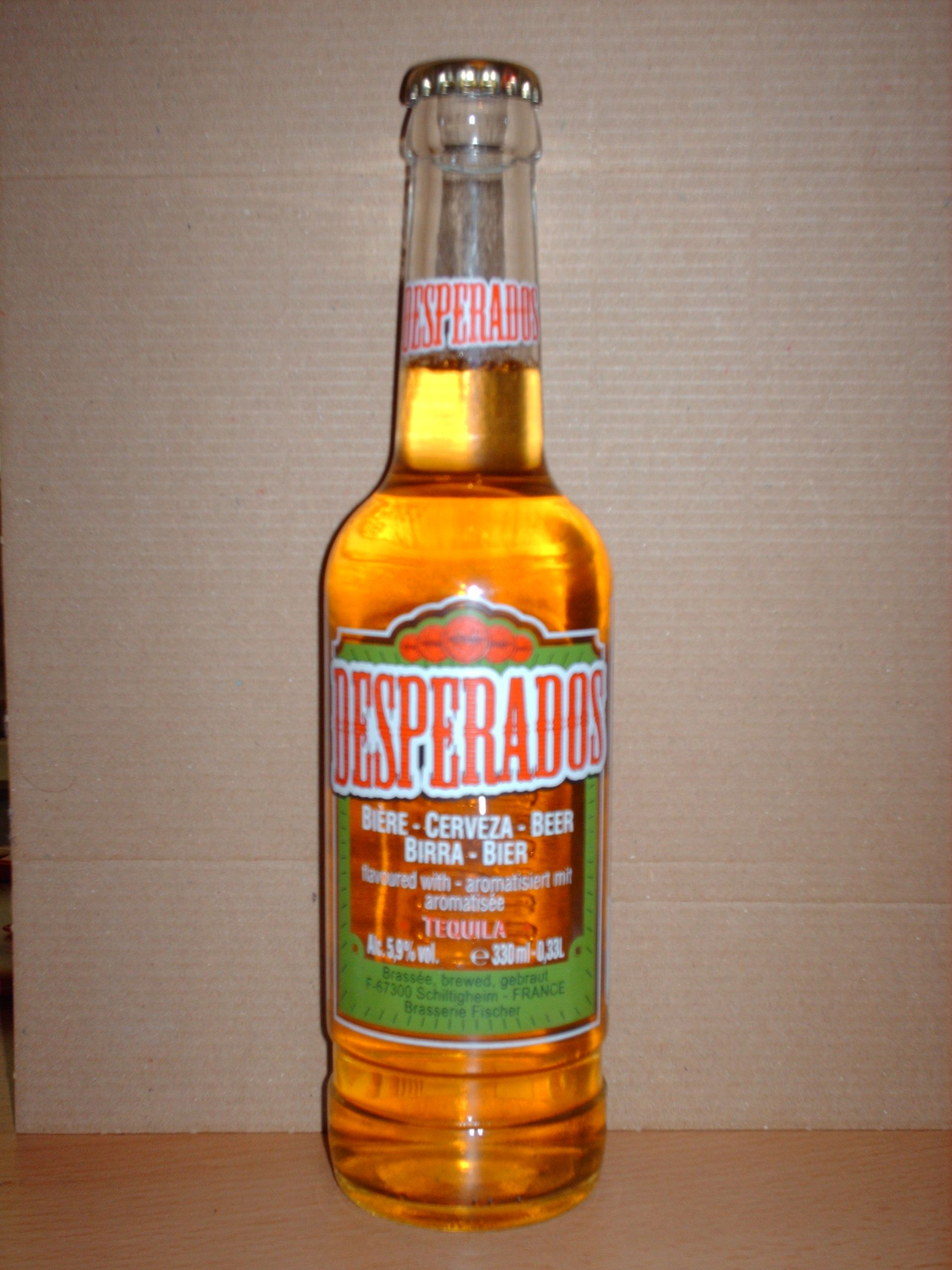
Une bouteille de Desperados de 33 cl.

Bière aromatisée, 5,9 % créée en 1995, elle est brassée principalement à Schiltigheim. L'originale était une bière blonde aromatisée à la tequila, maintenant aromatisée à l'aguardiente depuis 2024. Elle est proposée à la vente en bouteilles de verre de 25 cl, 33 cl, 65 cl et 120 cl (Série 120) seule ou en pack (3 à 20) ainsi qu'en canettes aluminium (25 cl, 33 cl et 50 cl). Selon le site internet Heineken, son nom provient du fait qu'après l'avoir créée, elle était toujours sans nom et l'entreprise était désespérée de ne pas lui en trouver un. Parfois, des séries de bouteilles spéciales font leur apparition. La police de caractères du logotype rappelle le style western.

### Desperados Lime
Bière aromatisée à l'aguardiente et lime (citron vert), 3 %, anciennement Desperados Mas puis renommée Desperados Lime. Elle contenait de la tequila jusqu'en 2023.

### Desperados Red
Bière aromatisée à l'aguardiente, cachaça (alcool brésilien) et guarana, 5,9 %. Elle contenait de la tequila jusqu'en 2023.

### Desperados Mojito
Anciennement Desperados Verde! Bière aromatisée au rhum, au citron, citron vert (lime) et menthe, 5,9 %.

### Desperados Black
Bière aromatisée à la tequila, avec des arômes de tequila vieillie en fût (aged tequila), 5,9 %. Il s'agissait d'une version haut de gamme de la boisson. Cette variante n'est plus produite.

### Desperados Fuego
Bière aromatisée à la tequila, épicée, 5,9 %. Cette variante n'est plus produite depuis mars 2015.

### Desperados Flare
Bière aromatisée à la tequila, contenant une substance qui produit un effet visuel appelé Gold effect lorsque la bouteille est retournée, 5,9 %. Produite en édition limitée d'août 2016 jusqu'à fin décembre 2016.

### Desperados Sangré
Desperados classic aromatisé raisin, épices. 5,9 % d'alcool.

### Desperados Ginger
Bière aromatisée au gingembre et au citron vert, lancé en 2019. Son goût est fruité, frais et épicé. 5 % d'alcool.

### Desperados Florida Sunrise
Bière aromatisée à l'aguardiente, aux zestes d'orange et au sirop de grenadine, 5,9 % d'alcool ; lancée en mars 2021. Elle contenait de la tequila jusqu'en 2023.

## Communication
Bien que d'origine alsacienne, la marque base toute sa communication sur son nom avec une identité héritée du Mexique.